# Edmunda Benigna de Solms-Laubach
Edmunda Benigna de Solms-Laubach (en alemany Erdmuthe Benigna zu Solms-Laubach) va néixer a Wildenfels (Alemanya) el 13 d'abril de 1670 i va morir a Ebersdorf el 14 de setembre de 1732. Era filla del comte Frederic Segimon (1627-1696) i de Benigna de Promnitz-Pless (1648-1702).

## Matrimoni i fills
El 29 de novembre de 1694 en va casar a Laubach amb el comte Enric X de Reuss-Ebersdorf (1662-1711), fill d'Enric X de Reuss-Lobenstein (1621-1671) i de Maria Sibil·la de Reuss-Obergreiz (1625-1675). El matrimoni va tenir vuit fills:
- Benigna Maria (1695-1751)
- Frederica Guillemina (1696-1698)
- Carlota Lluïsa, nascuda i morta el 1698
- Enric XXIX (1699-1747), casat amb Sofia Teodora de Castell-Remlingen (1703-1777).
- Edmunda Dorotea (1700-1756), casada amb Nicolau Lluís de Zinzendorf (1700-1760).
- Enriqueta Bibiana (1702-1745), casada amb Jordi Adolf Marschall de Bieberstein.
- Sofia Albertina (1703-1708)
- Ernestina Elionor (1706-1766)